# 帕齊家族
帕齊家族（義大利語：Pazzi），或譯帕奇、巴齊，是一個托斯卡納貴族家族。帕齊家族部分成員是1478年4月26日發生的著名事件帕齐阴谋之主謀，但該事件以失敗告終。

## 家族歷史

### 家族早期
帕齊家族的名稱由來是由他們的先祖，曾參與第一次十字軍東征，綽號帕佐（Pazzo，意即「狂人」）的帕齊諾·德·帕齊演變而來的，帕佐從耶路撒冷的聖墓教堂中拿走了一個聖石並將它帶回佛羅倫斯。也因此當每年聖週六全城都將火光熄滅時，帕齊家族享有點燃聖母百花聖殿祭壇的特權。家族於1342年放棄了貴族頭銜以便能夠在政府機構任職，並於15世紀開始從事銀行業，累積了大量財富，在佛羅倫斯傾權一時，直到麥第奇家族崛起。

### 帕齊陰謀
1477年帕齊家族在特雷比歐別墅與其他幾位參與者密謀刺殺羅倫佐·德·美第奇和他的弟弟朱利亞諾·德·美第奇，以便取代崛起的美第奇家族成為佛羅倫斯的統治者，這項陰謀受到時任教宗西斯都四世的默許，但教宗沒有給予明確的支持。不過教宗的外甥吉羅拉莫·里亞里奧是這項陰謀的參與者。1478年4月26日復活節趁著美第奇兄弟做禮拜的時候，幾名刺客展開了攻擊，羅倫佐受到重傷但活了下來，不過朱利亞諾卻不幸遇害。陰謀的失敗強化了美第奇家族的地位，並導致主謀雅可波·德·帕齊及他的姪子弗朗切斯科·德·帕齊受到處死，剩餘帕齊家族成員遭到放逐。
家族於1494年皮耶羅二世·德·美第奇被推翻後隨著許多流亡政客返回佛羅倫斯，並參與了民選政府。

## 家族建築

### 帕齊禮拜堂

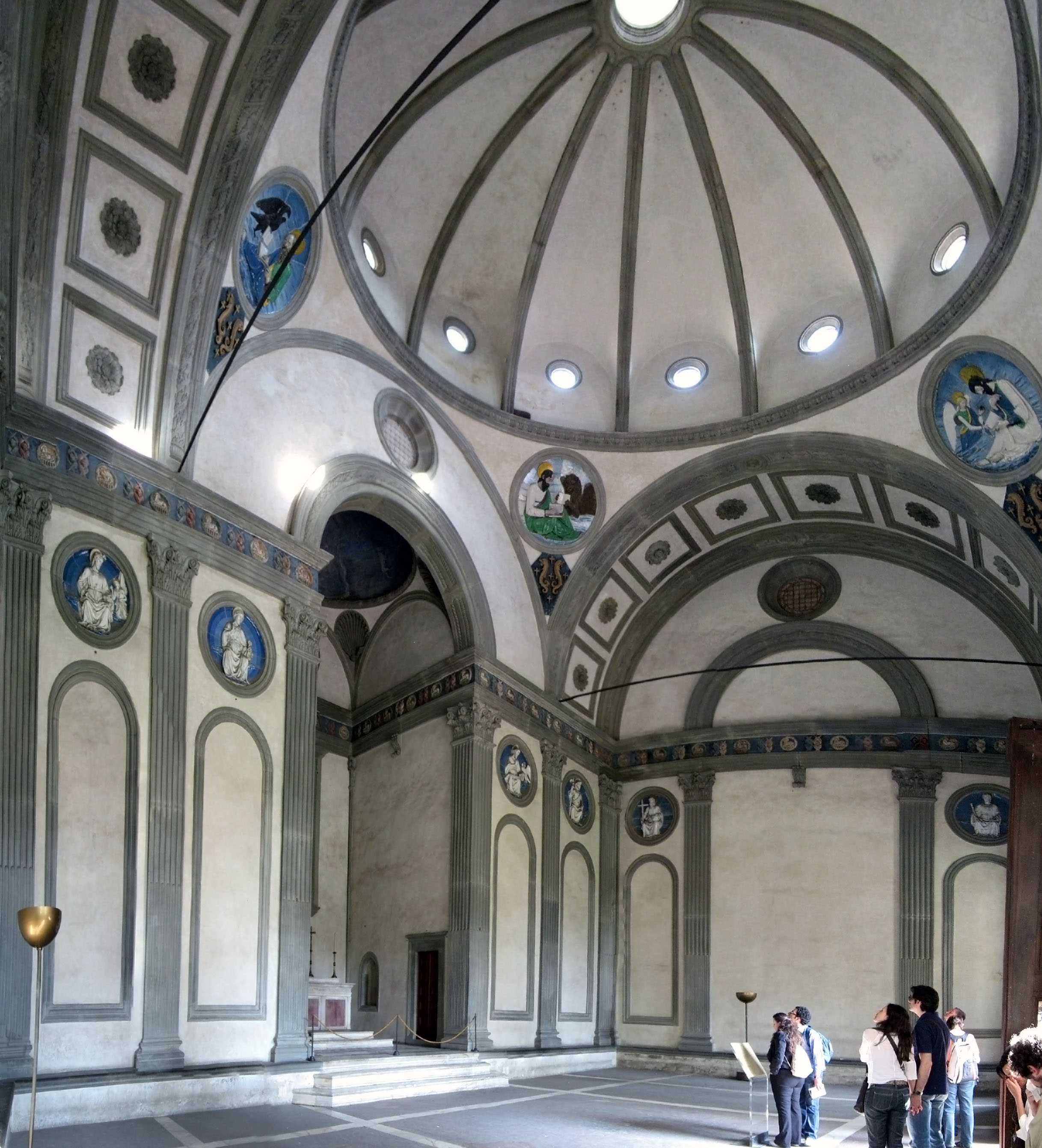
帕齊禮拜堂內部

帕齊禮拜堂位於佛羅倫斯聖十字聖殿裡，是由著名的建築師菲利波·布魯內萊斯基所設計建造，於1441年開始動工，直到菲利波死後20幾年才正式完工，禮拜堂內精緻的三角帆拱以及圓拱被公認為文藝復興早期的傑作之一。

### 帕齊宮

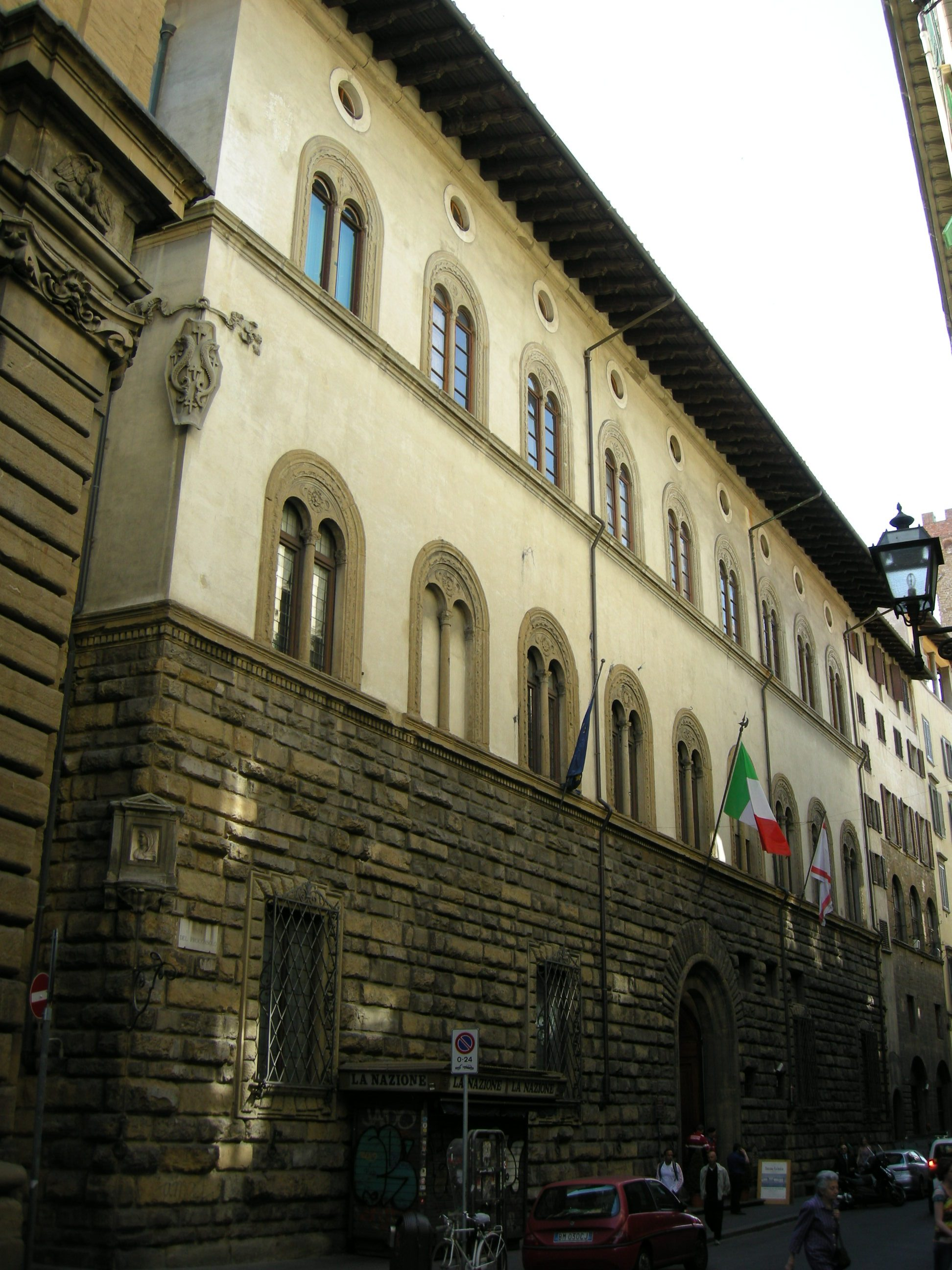
帕齊宮正門

同樣位於佛羅倫斯的帕齊宮是雅可波·德·帕齊委託頗受家族青睞的建築師朱利亞諾·達·馬伊亞諾所設計的家族宅邸，建造於1458年－1469年，以其精緻的窗戶設計與拱門聞名。

## 家族著名人物
- 雅可波·德·帕齊（義大利語：Jacopo de' Pazzi）（1421年－1478年4月30日）：帕齊的陰謀主要參與者，於陰謀失敗後逃出佛羅倫斯，沒多久被發現並押解回城，隨後被吊死。
- 弗朗切斯科·德·帕齊（義大利語：Francesco de' Pazzi）（1444年－1478年4月28日）：雅可波的姪子，帕齊的陰謀主要參與者，陰謀失敗後被吊死。
- 瑪達蕾娜·德·帕齊（英语：Magdalena de Pazzi）（1566年4月2日－1607年5月25日）：一位修女，後成為天主教聖人。